# Pacific (videojuego de ERE Informatique)

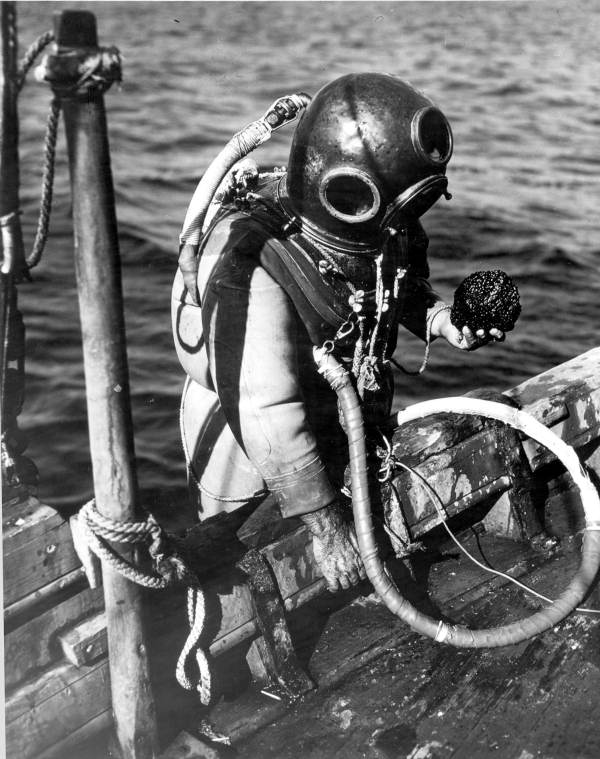
El videojuego contó las aventuras de un submarinista de exploración en el mar Pacífico. En la imagen, representación gráfica de un submarinista en Florida, EUA.

Pacific es un videojuego desarrollado por la compañía francesa ERE Informatique. Se lanzó solamente para la plataforma Amstrad CPC en sus diferentes modelos 464, 664 y 6128. El videojuego se presentó como un arcade de aventuras. La crítica especializada de la época, como el magacín inglés Computer Gamer, alabó sus gráficos pero criticó el área de juego al ser excesivamente grande ya que constaba de 32 000 pantallas.

## Argumento
Pacific trató sobre un buzo que se interna en las profundas aguas del océano Pacífico en busca del tesoro perdido de la Atlántida. Durante su inmersión, el explorador, de nombre desconocido, encuentra peligros en forma de animales marinos como medusas o vastos arrecifes de coral, así como galeones hundidos llenos de trampas.

## Desarrollo
ERE Informatique desarrolló solamente el video para la plataforma Amstrad CPC en sus diferentes modelos 464, 664 y 6128.

## Jugabilidad

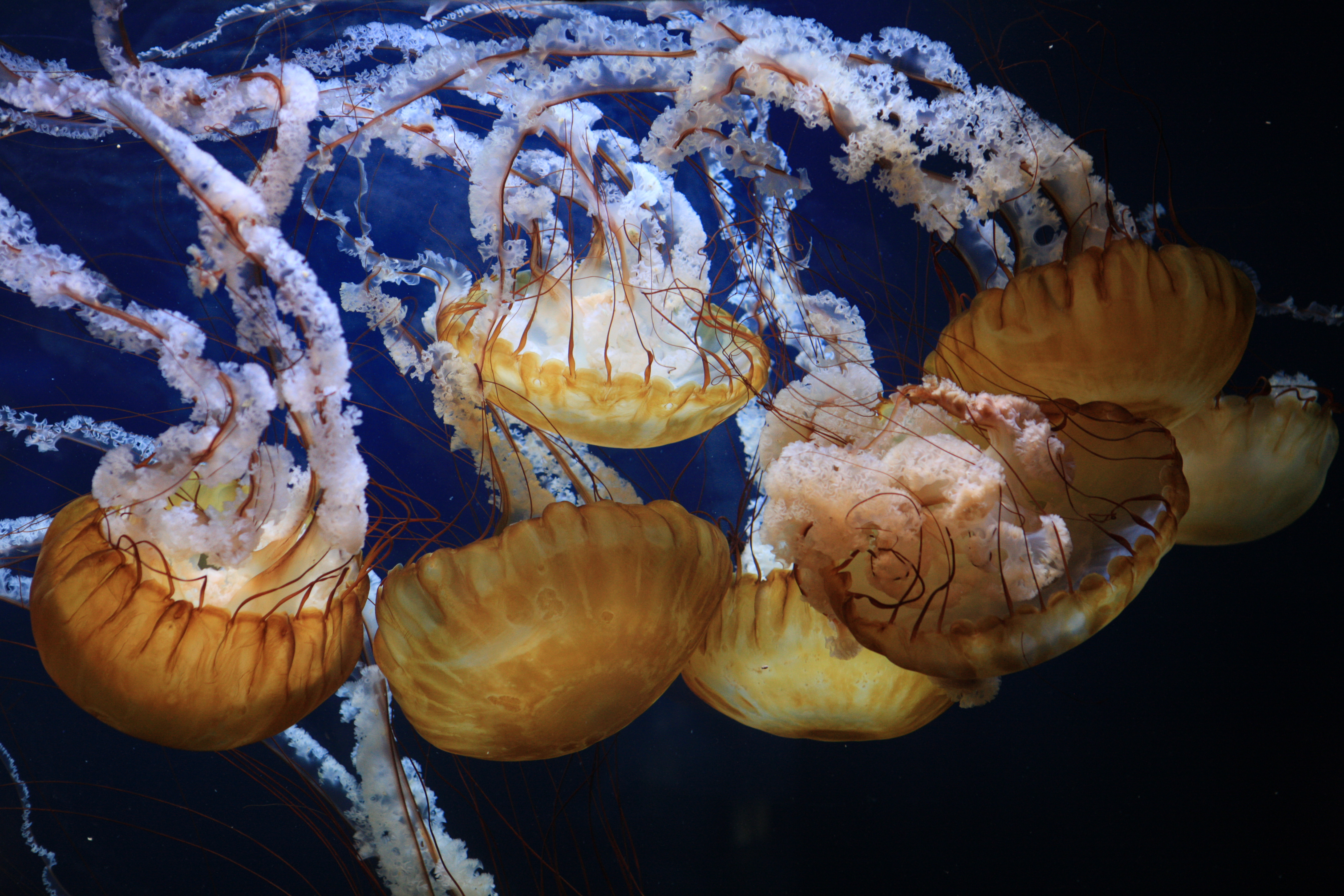
Las medusas del Pacífico eran un enemigo constante a esquivar durante el videojuego. En la imagen, medusas fluorescentes nadan en las profundidades del Pacífico.

A medida que el buceador se sumerge en las aguas del Pacífico, océano que da título al programa, el videojuego se convierte en un laberinto formado por rocas y arrecifes coralinos. La única manera de avanzar es hacer explotar unos bidones de dinamita para abrir brechas entre las rocas. Durante el buceo, el jugador debe mover a derecha e izquierda o bien dejarse caer hasta la pantalla siguiente. Pero en su descenso, los programadores del juego diseminaron antiguos sextantes que ayudan al jugador a orientarse por la enorme área de juego, comprendida por 32 000 pantallas diferentes.
El jugador debía llegar al final del videojuego antes de que se acabaran las reservas del bidón de oxígeno. Para ayudar al jugador, los programadores también pusieron a lo largo de la partida numerosos tanques de oxígeno para poder recargarlo con regularidad y continuar con el descenso.
Los obstáculos que el jugador debía superar a medida que iba sumergiéndose eran varios. El más común de ellos, peligrosas medusas urticantes que hacían perder un turno al jugador con tan solo su roce. Para abatir a sus enemigos, el submarinista contaba con una pistola de arpones aunque con la munición limitada.
Había diferentes variantes al finalizar el juego, dependiendo del modo que el jugador había elegido al comenzar la partida.

## Recepción
El magacín inglés de la época Computer Gamer dijo que el videojuego poseía unos gráficos excelentes pero una jugabilidad mejorable. Asimismo, varias reseñas aplaudieron la calidad gráfica del programa aunque el área total, comprendida en 32 000 pantallas, era excesiva.